# Élections présidentielles sous la Cinquième République à Saint-Pierre-et-Miquelon
Depuis l'adoption de la Constitution de la Cinquième République française, dix élections présidentielles ont eu lieu afin d'élire le président de la République. Cette page présente les résultats de ces élections à Saint-Pierre-et-Miquelon.

## Synthèse des résultats du second tour
Saint-Pierre-et-Miquelon présente généralement des votes très tranchés. Jusqu'en 1988, le département était très marqué à droite. La tendance s'inverse en 1995. en 2012, François Hollande (65,31 %) obtient 14 points de plus qu'au niveau national. en 2017, Emmanuel Macron (63,29 %), obtient 3 points de moins.
| année | Répartition des exprimés | Répartition des exprimés | Participation (% des inscrits) | Blancs ou nuls (% des votants) |

| 2017 | Emmanuel Macron (63,29 %) (France : 66,10 %) | Marine Le Pen (36,71 %) (France : 33,90 %) | 55,99 % (France : 77,77 %) | 1,93 % (France : 2,47 %) |

| 2012 | François Hollande (65,31 %) (France : 51,64 %) | Nicolas Sarkozy (34,69 %) (France : 48,36 %) | 55,45 % (France : 80,35 %) | 3,63 % (France : 5,82 %) |

| 2007 |  |  | (France : ) | (France : ) |

| 2002 |  |  | (France : ) | (France : ) |

| 1995 | Jacques Chirac (39,13 %) (France : 52,64 %) | Lionel Jospin (60,87 %) (France : 47,36 %) | 57,41 % (France : 78,38 %) | 4,97 % (France : 2,81 %) |

| 1988 | François Mitterrand (43,79 %) (France : 54,02 %) | Jacques Chirac (56,21 %) (France : 45,98 % %) | 56,03 % (France : 81,35 %) | 13,31 % (France : 2,00 %) |

| 1981 | François Mitterrand (30,53 %) (France : 51,76 %) | Valéry Giscard d'Estaing (69,47 %) (France : 48,24 %) | 74,51 % (France : 81,09 %) | 3,31 % (France : 1,62 %) |

| 1974 | Valéry Giscard d'Estaing (74,94 %) (France : 50,81 %) | François Mitterrand (25,06 %) (France : 49,19 %) | 73,63 % (France : 84,23 %) | 4,45 % (France : 0,92 %) |

| 1969 | Georges Pompidou (82,56 %) (France : 58,21 %) | Alain Poher (17,44 %) (France : 41,79 %) | 65,87 % (France : 77,59 %) | 3,8 % (France : 1,29 %) |

| 1965 | Charles de Gaulle (82,7 %) (France : 55,20 %) | François Mitterrand (17,3 %) (France : 44,80 %) | 74,57 % (France : 84,75 %) | 3,75 % (France : 1,01 %) |

|  | ▲ |

## Résultats détaillés par scrutin

### 2017
Le premier tour de l'élection présidentielle de 2017 voit s'affronter onze candidats. Emmanuel Macron arrive en tête devant Marine Le Pen et tous deux se qualifient pour le second tour. Néanmoins, avec François Fillon et Jean-Luc Mélenchon, les scores des quatre candidats ayant recueilli le plus de voix sont serrés (4,43 points entre le 1er et le 4e). Pour la première fois, aucun des candidats des deux partis politiques pourvoyeurs jusque-là des présidents de la Ve République, n'est présent au second tour. Celui-ci se tient le dimanche 7 mai et se solde par la victoire d'Emmanuel Macron, avec un total de 20 753 798 bulletins de vote en sa faveur, soit 66,10 % des suffrages exprimés, face à la candidate du Front national, qui recueille 33,90 %. Le scrutin est néanmoins marqué par une forte abstention et par un record de votes blancs ou nuls. 
À Saint-Pierre-et-Miquelon, Jean-Luc Mélenchon arrive en tête du premier tour avec 35,45 % des exprimés, suivi de Marine Le Pen (18,16 %), Emmanuel Macron (17,97 %), François Fillon (9,92 %) et Benoît Hamon (8,24 %). Au second tour, les électeurs ont voté à 63,29 % pour Emmanuel Macron contre 36,71 % pour Marine Le Pen avec un taux de participation de 55,99 % des inscrits.
|             | LFi         | Jean-Luc Mélenchon    | 933    | 35,45 %    |        |            |  |  |
|             | FN          | Marine Le Pen         | 478    | 18,16 %    | 851    | 36,71 %    |  |  |
|             | EM          | Emmanuel Macron       | 473    | 17,97 %    | 1 467  | 63,29 %    |  |  |
|             | LR          | François Fillon       | 261    | 9,92 %     |        |            |  |  |
|             | PS          | Benoît Hamon          | 217    | 8,24 %     |        |            |  |  |
|             | DlF         | Nicolas Dupont-Aignan | 79     | 3 %        |        |            |  |  |
|             | NPA         | Philippe Poutou       | 64     | 2,43 %     |        |            |  |  |
|             | RES         | Jean Lassalle         | 54     | 2,05 %     |        |            |  |  |
|             | UPR         | François Asselineau   | 36     | 1,37 %     |        |            |  |  |
|             | LO          | Nathalie Arthaud      | 28     | 1,06 %     |        |            |  |  |
|             | SeP         | Jacques Cheminade     | 9      | 0,34 %     |        |            |  |  |
|             |             |                       |        |            |        |            |  |  |
|             |             |                       | Nombre | % inscrits | Nombre | % inscrits |  |  |
| Inscrits    | Inscrits    | Inscrits              | 4 966  |            | 4 963  |            |  |  |
| Abstentions | Abstentions | Abstentions           | 2 238  | 45,07 %    | 2 184  | 44,01 %    |  |  |
| Votants     | Votants     | Votants               | 2 728  | 54,93 %    | 2 779  | 55,99 %    |  |  |
|             |             |                       |        |            |        |            |  |  |
|             |             |                       |        | % votants  |        | % votants  |  |  |
| Blancs      | Blancs      | Blancs                | 70     | 1,41 %     | 306    | 6,17 %     |  |  |
| Nuls        | Nuls        | Nuls                  | 26     | 0,52 %     | 155    | 3,12 %     |  |  |
| Exprimés    | Exprimés    | Exprimés              | 2 632  | 53 %       | 2 318  | 46,71 %    |  |  |

### 2012
Hollande, désigné par le PS à la suite d'une primaire ouverte, devance Sarkozy dès le premier tour de l'élection présidentielle de 2012 : c'est la première fois qu'un président sortant est ainsi devancé. Au second tour, Sarkozy est battu mais par un écart plus faible qu'attendu.
À Saint-Pierre-et-Miquelon, François Hollande arrive en tête du premier tour avec 33,75 % des exprimés, suivi de Nicolas Sarkozy (18,55 %), Marine Le Pen (15,81 %), Jean-Luc Mélenchon (15,17 %) et François Bayrou (7,37 %). Au second tour, les électeurs ont voté à 65,31 % pour François Hollande contre 34,69 % pour Nicolas Sarkozy avec un taux de participation de 68,89 % des inscrits.
|                | PS             | François Hollande     | 888    | 33,75 %    | 2 080  | 65,31 %    |  |  |
|                | UMP            | Nicolas Sarkozy       | 488    | 18,55 %    | 1 105  | 34,69 %    |  |  |
|                | FN             | Marine Le Pen         | 416    | 15,81 %    |        |            |  |  |
|                | FG             | Jean-Luc Mélenchon    | 399    | 15,17 %    |        |            |  |  |
|                | MoDem          | François Bayrou       | 194    | 7,37 %     |        |            |  |  |
|                | NPA            | Philippe Poutou       | 103    | 3,91 %     |        |            |  |  |
|                | DLF            | Nicolas Dupont-Aignan | 64     | 2,43 %     |        |            |  |  |
|                | EELV           | Eva Joly              | 43     | 1,63 %     |        |            |  |  |
|                | LO             | Nathalie Arthaud      | 23     | 0,87 %     |        |            |  |  |
|                | S&P            | Jacques Cheminade     | 13     | 0,49 %     |        |            |  |  |
|                |                |                       |        |            |        |            |  |  |
|                |                |                       | Nombre | % inscrits | Nombre | % inscrits |  |  |
| Inscrits       | Inscrits       | Inscrits              | 4 923  |            | 4 922  |            |  |  |
| Abstentions    | Abstentions    | Abstentions           | 2 193  | 44,55 %    | 1 531  | 31,11 %    |  |  |
| Votants        | Votants        | Votants               | 2 730  | 55,45 %    | 3 391  | 68,89 %    |  |  |
|                |                |                       |        |            |        |            |  |  |
|                |                |                       |        | % votants  |        | % votants  |  |  |
| Blancs ou nuls | Blancs ou nuls | Blancs ou nuls        | 99     | 3,63 %     | 206    | 6,07 %     |  |  |
| Exprimés       | Exprimés       | Exprimés              | 2 631  | 96,37 %    | 3 185  | 96,37 %    |  |  |

### 1995
Après une nouvelle cohabitation et alors que la droite est particulièrement divisée entre Chirac et le Premier ministre Balladur, Jospin réussit à arriver en tête au premier tour de l'élection présidentielle de 1995, malgré la très lourde défaite de la gauche aux législatives de 1993. Au second tour, il est battu par Chirac.
À Saint-Pierre-et-Miquelon, Jacques Chirac arrive en tête du premier tour avec 33,97 % des exprimés, suivi de Édouard Balladur (23,48 %), Lionel Jospin (17,31 %), Jean-Marie Le Pen (7,51 %) et Arlette Laguiller (6,41 %). Au second tour, les électeurs ont voté à 60,87 % pour Lionel Jospin contre 39,13 % pour Jacques Chirac avec un taux de participation de 66,77 % des inscrits.
|                | RPR            | Jacques Chirac       | 832    | 33,97 %    | 1 122  | 39,13 %    |  |  |
|                | RPR            | Édouard Balladur     | 575    | 23,48 %    |        |            |  |  |
|                | PS             | Lionel Jospin        | 424    | 17,31 %    | 1 745  | 60,87 %    |  |  |
|                | FN             | Jean-Marie Le Pen    | 184    | 7,51 %     |        |            |  |  |
|                | LO             | Arlette Laguiller    | 157    | 6,41 %     |        |            |  |  |
|                | PC             | Robert Hue           | 117    | 4,78 %     |        |            |  |  |
|                | Les Verts      | Dominique Voynet     | 82     | 3,35 %     |        |            |  |  |
|                | MPF            | Philippe de Villiers | 68     | 2,78 %     |        |            |  |  |
|                | S&P            | Jacques Cheminade    | 10     | 0,41 %     |        |            |  |  |
|                |                |                      |        |            |        |            |  |  |
|                |                |                      | Nombre | % inscrits | Nombre | % inscrits |  |  |
| Inscrits       | Inscrits       | Inscrits             | 4 489  |            | 4 487  |            |  |  |
| Abstentions    | Abstentions    | Abstentions          | 1 912  | 42,59 %    | 1 491  | 33,23 %    |  |  |
| Votants        | Votants        | Votants              | 2 577  | 57,41 %    | 2 996  | 66,77 %    |  |  |
|                |                |                      |        |            |        |            |  |  |
|                |                |                      |        | % votants  |        | % votants  |  |  |
| Blancs ou nuls | Blancs ou nuls | Blancs ou nuls       | 128    | 4,97 %     | 129    | 4,31 %     |  |  |
| Exprimés       | Exprimés       | Exprimés             | 2 449  | 95,03 %    | 2 867  | 95,69 %    |  |  |

### 1988
Après deux ans de cohabitation, Mitterrand affronte le Premier ministre Chirac lors de l'élection présidentielle de 1988. Le Pen obtient au premier tour un score jusque-là sans précédent pour un parti d'extrême droite. Au second tour, Mitterrand est facilement réélu.
À Saint-Pierre-et-Miquelon, Jacques Chirac arrive en tête du premier tour avec 34,98 % des exprimés, suivi de François Mitterrand (32,23 %), Raymond Barre (14,14 %), Antoine Waechter (8,42 %) et Jean-Marie Le Pen (4,93 %). Au second tour, les électeurs ont voté à 56,21 % pour Jacques Chirac contre 43,79 % pour François Mitterrand avec un taux de participation de 71,71 % des inscrits.
|                | RPR                   | Jacques Chirac      | 752    | 34,98 %    | 1 665  | 56,21 %    |  |  |
|                | PS                    | François Mitterrand | 693    | 32,23 %    | 1 297  | 43,79 %    |  |  |
|                | SE                    | Raymond Barre       | 304    | 14,14 %    |        |            |  |  |
|                | Les Verts             | Antoine Waechter    | 181    | 8,42 %     |        |            |  |  |
|                | FN                    | Jean-Marie Le Pen   | 106    | 4,93 %     |        |            |  |  |
|                | LO                    | Arlette Laguiller   | 60     | 2,79 %     |        |            |  |  |
|                | Communiste rénovateur | Pierre Juquin       | 20     | 0,93 %     |        |            |  |  |
|                | PC                    | André Lajoinie      | 20     | 0,93 %     |        |            |  |  |
|                | MPT                   | Pierre Boussel      | 14     | 0,65 %     |        |            |  |  |
|                |                       |                     |        |            |        |            |  |  |
|                |                       |                     | Nombre | % inscrits | Nombre | % inscrits |  |  |
| Inscrits       | Inscrits              | Inscrits            | 4 426  |            | 4 422  |            |  |  |
| Abstentions    | Abstentions           | Abstentions         | 1 946  | 43,97 %    | 1 251  | 28,29 %    |  |  |
| Votants        | Votants               | Votants             | 2 480  | 56,03 %    | 3 171  | 71,71 %    |  |  |
|                |                       |                     |        |            |        |            |  |  |
|                |                       |                     |        | % votants  |        | % votants  |  |  |
| Blancs ou nuls | Blancs ou nuls        | Blancs ou nuls      | 330    | 13,31 %    | 209    | 6,59 %     |  |  |
| Exprimés       | Exprimés              | Exprimés            | 2 150  | 86,69 %    | 2 962  | 93,41 %    |  |  |

### 1981
Lors de l'élection présidentielle de 1981, Giscard d'Estaing arrive en tête au premier tour et affronte, comme la fois précédente, Mitterrand. Pour la première fois, un président sortant est battu : Mitterrand devient le premier président de gauche de la Ve République.
À Saint-Pierre-et-Miquelon, Valéry Giscard d'Estaing arrive en tête du premier tour avec 57,85 % des exprimés, suivi de François Mitterrand (18,29 %), Jacques Chirac (7,24 %), Brice Lalonde (4,18 %) et Arlette Laguiller (3,71 %). Au second tour, les électeurs ont voté à 74,94 % pour Valéry Giscard d'Estaing contre 30,53 % pour François Mitterrand avec un taux de participation de 78,39 % des inscrits.
|                | UDF            | Valéry Giscard d'Estaing | 1 607  | 57,85 %    | 2 039  | 69,47 %    |  |  |
|                | PS             | François Mitterrand      | 508    | 18,29 %    | 896    | 30,53 %    |  |  |
|                | RPR            | Jacques Chirac           | 201    | 7,24 %     |        |            |  |  |
|                | MEP            | Brice Lalonde            | 116    | 4,18 %     |        |            |  |  |
|                | LO             | Arlette Laguiller        | 103    | 3,71 %     |        |            |  |  |
|                | PC             | Georges Marchais         | 78     | 2,81 %     |        |            |  |  |
|                | MRG            | Michel Crépeau           | 73     | 2,63 %     |        |            |  |  |
|                | Divers droite  | Marie-France Garaud      | 42     | 1,51 %     |        |            |  |  |
|                | Divers droite  | Michel Debré             | 37     | 1,33 %     |        |            |  |  |
|                | PSU            | Huguette Bouchardeau     | 13     | 0,47 %     |        |            |  |  |
|                |                |                          |        |            |        |            |  |  |
|                |                |                          | Nombre | % inscrits | Nombre | % inscrits |  |  |
| Inscrits       | Inscrits       | Inscrits                 | 3 856  |            | 3 854  |            |  |  |
| Abstentions    | Abstentions    | Abstentions              | 983    | 25,49 %    | 833    | 21,61 %    |  |  |
| Votants        | Votants        | Votants                  | 2 873  | 74,51 %    | 3 021  | 78,39 %    |  |  |
|                |                |                          |        |            |        |            |  |  |
|                |                |                          |        | % votants  |        | % votants  |  |  |
| Blancs ou nuls | Blancs ou nuls | Blancs ou nuls           | 95     | 3,31 %     | 86     | 2,85 %     |  |  |
| Exprimés       | Exprimés       | Exprimés                 | 2 778  | 96,69 %    | 2 935  | 97,15 %    |  |  |

### 1974
L'élection présidentielle de 1974 est une élection anticipée à la suite de la mort de Pompidou. Mitterrand, candidat unique de la gauche, est largement en tête au premier tour devant Giscard d'Estaing, qui distance lui-même Chaban-Delmas. Au terme d'une campagne animée, marquée par un débat télévisé tendu, Giscard d'Estaing l'emporte avec une très courte avance.
À Saint-Pierre-et-Miquelon, Valéry Giscard d'Estaing arrive en tête du premier tour avec 37,98 % des exprimés, suivi de Jacques Chaban-Delmas (32,51 %), François Mitterrand (21,46 %), Arlette Laguiller (6,23 %) et Jean-Marie Le Pen (0,45 %). Au second tour, les électeurs ont voté à 74,94 % pour Valéry Giscard d'Estaing contre 25,06 % pour François Mitterrand avec un taux de participation de 77,22 % des inscrits.
|                | RI             | Valéry Giscard d'Estaing | 938    | 37,98 %    | 1 971  | 74,94 %    |  |  |
|                | UDR            | Jacques Chaban-Delmas    | 803    | 32,51 %    |        |            |  |  |
|                | PS             | François Mitterrand      | 530    | 21,46 %    | 659    | 25,06 %    |  |  |
|                | LO             | Arlette Laguiller        | 154    | 6,23 %     |        |            |  |  |
|                | FN             | Jean-Marie Le Pen        | 11     | 0,45 %     |        |            |  |  |
|                | SE, écologiste | René Dumont              | 7      | 0,28 %     |        |            |  |  |
|                | SE             | Jean Royer               | 7      | 0,28 %     |        |            |  |  |
|                | NAR            | Bertrand Renouvin        | 6      | 0,24 %     |        |            |  |  |
|                | MFE            | Jean-Claude Sebag        | 6      | 0,24 %     |        |            |  |  |
|                | MDSF           | Émile Muller             | 4      | 0,16 %     |        |            |  |  |
|                | FCR            | Alain Krivine            | 3      | 0,12 %     |        |            |  |  |
|                |                |                          |        |            |        |            |  |  |
|                |                |                          | Nombre | % inscrits | Nombre | % inscrits |  |  |
| Inscrits       | Inscrits       | Inscrits                 | 3 511  |            | 3 508  |            |  |  |
| Abstentions    | Abstentions    | Abstentions              | 926    | 26,37 %    | 799    | 22,78 %    |  |  |
| Votants        | Votants        | Votants                  | 2 585  | 73,63 %    | 2 709  | 77,22 %    |  |  |
|                |                |                          |        |            |        |            |  |  |
|                |                |                          |        | % votants  |        | % votants  |  |  |
| Blancs ou nuls | Blancs ou nuls | Blancs ou nuls           | 115    | 4,45 %     | 79     | 2,92 %     |  |  |
| Exprimés       | Exprimés       | Exprimés                 | 2 470  | 95,55 %    | 2 630  | 97,08 %    |  |  |

### 1969
L'élection présidentielle de 1969 est une élection anticipée à la suite de la démission de De Gaulle. La gauche se lance désunie dans la course et, bien que Duclos (PCF) manque de le devancer, c'est le président par intérim Poher qui accède au second tour face à l'ex-Premier ministre Pompidou. Alors que Duclos refuse d'appeler à voter au second tour pour « bonnet blanc ou blanc bonnet », Pompidou est finalement largement élu.
À Saint-Pierre-et-Miquelon, Georges Pompidou arrive en tête du premier tour avec 76,42 % des exprimés, suivi de Alain Poher (15,72 %), Alain Krivine (2,36 %), Jacques Duclos (1,88 %) et Louis Ducatel (1,3 %). Au second tour, les électeurs ont voté à 82,56 % pour Georges Pompidou contre 17,44 % pour Alain Poher avec un taux de participation de 65,81 % des inscrits.
|                | UDR            | Georges Pompidou | 1 585  | 76,42 %    | 1 714  | 82,56 %    |  |  |
|                | CD             | Alain Poher      | 326    | 15,72 %    | 362    | 17,44 %    |  |  |
|                | LC             | Alain Krivine    | 49     | 2,36 %     |        |            |  |  |
|                | PC             | Jacques Duclos   | 39     | 1,88 %     |        |            |  |  |
|                | SE             | Louis Ducatel    | 27     | 1,3 %      |        |            |  |  |
|                | PSU            | Michel Rocard    | 25     | 1,21 %     |        |            |  |  |
|                | SFIO           | Gaston Defferre  | 23     | 1,11 %     |        |            |  |  |
|                |                |                  |        |            |        |            |  |  |
|                |                |                  | Nombre | % inscrits | Nombre | % inscrits |  |  |
| Inscrits       | Inscrits       | Inscrits         | 3 273  |            | 3 270  |            |  |  |
| Abstentions    | Abstentions    | Abstentions      | 1 117  | 34,13 %    | 1 118  | 34,19 %    |  |  |
| Votants        | Votants        | Votants          | 2 156  | 65,87 %    | 2 152  | 65,81 %    |  |  |
|                |                |                  |        |            |        |            |  |  |
|                |                |                  |        | % votants  |        | % votants  |  |  |
| Blancs ou nuls | Blancs ou nuls | Blancs ou nuls   | 82     | 3,8 %      | 76     | 3,53 %     |  |  |
| Exprimés       | Exprimés       | Exprimés         | 2 074  | 96,2 %     | 2 076  | 96,47 %    |  |  |

### 1965
L'élection présidentielle de 1965 est la première élection au suffrage universel direct à la suite du référendum d'octobre 1962. De Gaulle est mis en ballottage, à la surprise générale, par Mitterrand, candidat unique de la gauche. La campagne du second tour est axée sur l'Europe et les relations internationales ainsi que sur l'armement nucléaire. De Gaulle est finalement réélu avec une large avance.
À Saint-Pierre-et-Miquelon, Charles de Gaulle arrive en tête du premier tour avec 67,53 % des exprimés, suivi de Jean Lecanuet (16,37 %), Jean-Louis Tixier-Vignancour (10,47 %), François Mitterrand (2,55 %) et Pierre Marcilhacy (1,7 %). Au second tour, les électeurs ont voté à 82,7 % pour Charles de Gaulle contre 17,3 % pour François Mitterrand avec un taux de participation de 60,02 % des inscrits.
|                | UNR            | Charles de Gaulle            | 1 510  | 67,53 %    | 1 496  | 82,7 %     |  |  |
|                | MRP            | Jean Lecanuet                | 366    | 16,37 %    |        |            |  |  |
|                | SE             | Jean-Louis Tixier-Vignancour | 234    | 10,47 %    |        |            |  |  |
|                | CIR            | François Mitterrand          | 57     | 2,55 %     | 313    | 17,3 %     |  |  |
|                | PLE            | Pierre Marcilhacy            | 38     | 1,7 %      |        |            |  |  |
|                | SE             | Marcel Barbu                 | 31     | 1,39 %     |        |            |  |  |
|                |                |                              |        |            |        |            |  |  |
|                |                |                              | Nombre | % inscrits | Nombre | % inscrits |  |  |
| Inscrits       | Inscrits       | Inscrits                     | 3 115  |            | 3 114  |            |  |  |
| Abstentions    | Abstentions    | Abstentions                  | 792    | 25,43 %    | 1 245  | 39,98 %    |  |  |
| Votants        | Votants        | Votants                      | 2 323  | 74,57 %    | 1 869  | 60,02 %    |  |  |
|                |                |                              |        |            |        |            |  |  |
|                |                |                              |        | % votants  |        | % votants  |  |  |
| Blancs ou nuls | Blancs ou nuls | Blancs ou nuls               | 87     | 3,75 %     | 60     | 3,21 %     |  |  |
| Exprimés       | Exprimés       | Exprimés                     | 2 236  | 96,25 %    | 1 809  | 96,79 %    |  |  |